# مارکوس کول
مارکوس کول (اسپانیایی: Marcos Coll‎; ۲۳ اوت ۱۹۳۵ – ۵ ژوئن ۲۰۱۷) بازیکن فوتبال اهل کلمبیا بود.
از باشگاه‌هایی که در آن بازی کرده‌است می‌توان به باشگاه فوتبال ریور پلاته، باشگاه فوتبال آمریکا ده کالی، باشگاه فوتبال ایندپندینته مدئین و باشگاه ورزشی اتلتیکو جونیور اشاره کرد.
او همچنین در تیم ملی فوتبال کلمبیا بازی کرده‌است.